# الدوري التونسي لكرة اليد 1984–85
الدوري التونسي لكرة اليد 1984-1985 هو الدورة 30 من الدوري التونسي لكرة اليد للرجال. شارك فيها 14 فريقا.

فاز بهذا الموسم الترجي الرياضي التونسي، وجاء ثانيا النادي الإفريقي.

## روابط خارجية
- الموقع الرسمي للجامعة التونسية لكرة اليد.